# Dan Stevens
Daniel Jonathan Stevens (Croydon, 10 ottobre 1982) è un attore britannico.

## Biografia
Dan Stevens è stato adottato alla nascita da due insegnanti e ha un fratello minore, anch'egli adottato. Cresce vicino alle Brecon Beacons in Galles, ma si trasferisce nel Kent in giovane età, dopo aver ottenuto una borsa di studio alla prestigiosa Tonbridge School. Trascorre un'adolescenza ribelle, protestando contro l'establishment e venendo spesso sospeso da scuola, ma comincia anche a prendere parte alle produzioni teatrali scolastiche, ottenendo il ruolo del protagonista in Macbeth. Successivamente, nonostante riesca a entrare nella compagnia del National Youth Theatre, decide di studiare letteratura inglese all'Emmanuel College, dove si unisce ai Footlights.
Mentre frequenta l'università, Stevens si esibisce spesso all'Amused Moose del quartiere londinese di Soho e, durante l'ultimo anno, incomincia a recitare con la compagnia di Peter Hall. All'età di 23 anni partecipa alla miniserie The Line of Beauty. Nel 2008, dopo aver recitato nella miniserie televisiva Ragione e sentimento, entra nei cast di The Tennis Court, Dickens Confidential, Orley Farm e The Lady of the Camellias, miniserie radiofoniche trasmesse su BBC Radio 4 tra il 2008 e il 2009.
Nel 2010 ottiene il ruolo di Matthew Crawley nella serie televisiva britannica Downton Abbey, che lo porta al successo internazionale, ed entra nel cast del film horror Vamps nel ruolo di Joey Van Helsing. A fine novembre 2011 conduce una puntata del programma Have I Got News For You, mentre a dicembre viene resa nota la sua partecipazione all'adattamento cinematografico di Summer in February, romanzo del suo ex professore Jonathan Smith. Nel 2012 è uno dei giudici del Booker Prize. Oltre al lavoro come attore, Stevens è redattore della rivista letteraria The Junket dal 2011 e contributore regolare del quotidiano The Daily Telegraph, nella rubrica My Week.
Stevens è inoltre narratore di numerosi audiolibri in lingua inglese, tra i quali The Angel's Game, Wolf Hall e War Horse. Nel 2012 narra The Making Of Planet Heart, trasmesso su BBC America il 22 aprile, entra a far parte del cast del film di Nick Broomfield The Catastrophist ed esce dal cast di Downton Abbey a causa di impegni teatrali oltreoceano: l'ultimo episodio che lo vede protagonista è il Christmas Special della terza stagione. Stevens, inoltre, interpreta un amico di Daniel Domscheit-Berg nel film su Julian Assange e WikiLeaks Il quinto potere, oltre a recitare nel film indipendente The Guest e nella terza pellicola della serie Notte al museo, nei panni di Lancillotto accanto a Ben Stiller, Robin Williams e Owen Wilson.

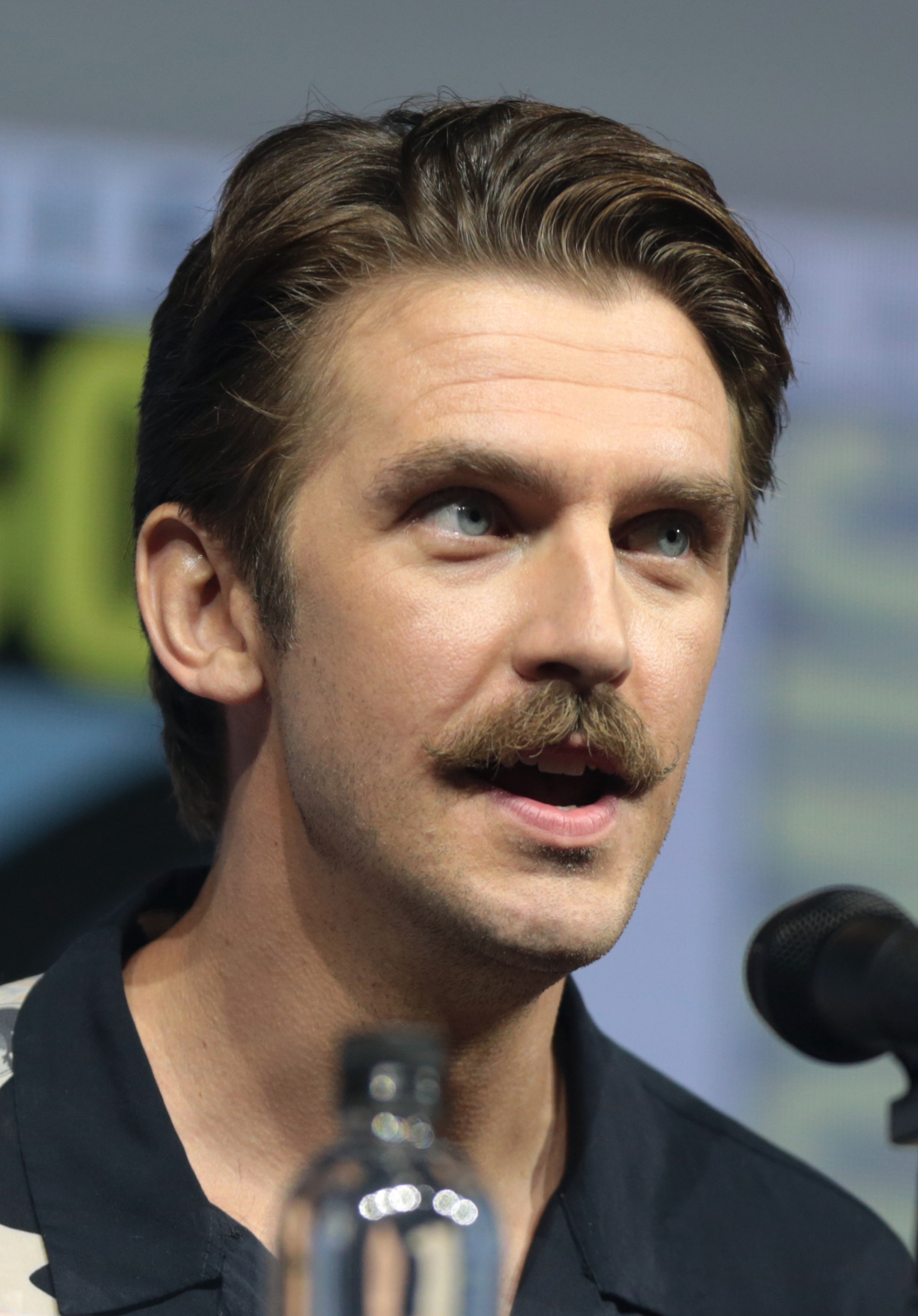
Dan Stevens al San Diego Comic-Con International per promuovere Legion (2018)

Nel 2015 viene scelto come volto della campagna Made to Measure di Giorgio Armani, accanto a Chen Kun e Matt Bomer, inoltre viene scelto per interpretare il ruolo della Bestia nel remake live action Disney La bella e la bestia con Emma Watson, Luke Evans, Ewan McGregor, Ian McKellen, Emma Thompson e Kevin Kline uscito nel mese di marzo 2017. Ottiene poi la parte del protagonista della serie TV Legion, prodotta dal canale statunitense FX, incentrata su David Haller, personaggio dell'universo Marvel Comics.
Nel 2020 è stato coprotagonista, al fianco di Harrison Ford, nel film Il richiamo della foresta, basato sull'opera letteraria di Jack London. Lo stesso anno, appare come un cantante russo "assurdamente lascivo" nella commedia musicale di Netflix Eurovision Song Contest - La storia dei Fire Saga, accanto ai protagonisti Will Ferrell, Rachel McAdams e Pierce Brosnan.
Nel 2021 interpreta, recitando interamente in tedesco, un androide nel film I'm Your Man.
Nel 2022, Stevens ha doppiato il malvagio ammiraglio Hornagold nel film d'animazione Il mostro dei mari, presentato in anteprima su Netflix.
Nel 2024, Stevens ha recitato nel film horror Cuckoo con Hunter Schafer, Marton Csokas e Jessica Henwick. Nello stesso anno ha avuto anche un ruolo da protagonista nel ruolo del veterinario Trapper in Godzilla e Kong - Il nuovo impero, accanto a Rebecca Hall e Brian Tyree Henry, quinto capitolo del MonsterVerse. Stevens appare anche nei panni di Frank, un ex detective della polizia corrotto in Abigail insieme a Melissa Barrera.

## Vita privata
Dan Stevens è sposato con l'insegnante di musica ed ex cantante jazz Susie Hariet, incontrata nel 2006 a Sheffield, durante la rappresentazione di The Romans in Britain. La coppia ha tre figli: Willow (2009), Aubrey (2012) ed Eden (2016).

## Filmografia

### Attore

#### Cinema
- Hilde, regia di Kai Wessel (2009)
- Una notte al museo 2 - La fuga (Night at the Museum: Battle of the Smithsonian), regia di Shawn Levy (2009)
- Babysitting, regia di Sam Hoare – cortometraggio (2011)
- The North London Book of the Dead, regia di Jake Lushington – cortometraggio (2011)
- Vamps, regia di Amy Heckerling (2012)
- Shallow, regia di William Bridges – cortometraggio (2012)
- L'estate all'improvviso (Summer in February), regia di Christopher Menaul (2013)
- Il quinto potere (The Fifth Estate), regia di Bill Condon (2013)
- The Guest, regia di Adam Wingard (2014)
- Notte al museo - Il segreto del faraone (Night at the Museum: Secret of the Tomb), regia di Shawn Levy (2014)
- La preda perfetta - A Walk Among the Tombstones (A Walk Among the Tombstones), regia di Scott Frank (2014)
- Mr Cobbler e la bottega magica (The Cobbler), regia di Thomas McCarthy (2014)
- Criminal Activities, regia di Jackie Earle Haley (2015)
- The Ticket, regia di Ido Fluk (2016)
- L'incredibile vita di Norman (Norman: The Moderate Rise and Tragic Fall of a New York Fixer), regia di Joseph Cedar (2016)
- Colossal, regia di Nacho Vigalondo (2016)
- La bella e la bestia (Beauty and the Beast), regia di Bill Condon (2017)
- Marcia per la libertà (Marshall), regia di Reginald Hudlin (2017)
- Kill Switch - La guerra dei mondi (Kill Switch), regia di Tim Smit (2017)
- Patto d'amore (Permission), regia di Brian Crano (2017)
- Dickens - L'uomo che inventò il Natale (The Man Who Invented Christmas), regia di Bharat Nalluri (2017)
- Her Smell, regia di Alex Ross Perry (2018)
- Apostolo (Apostle), regia di Gareth Evans (2018)
- Lucy in the Sky, regia di Noah Hawley (2019)
- Il richiamo della foresta (The Call of the Wild), regia di Chris Sanders (2020)
- Eurovision Song Contest - La storia dei Fire Saga (Eurovision Song Contest: The Story of Fire Saga), regia di David Dobkin (2020)
- The Rental, regia di Dave Franco (2020)
- Mia moglie è un fantasma (Blithe Spirit), regia di Edward Hall (2020)
- I'm Your Man (Ich bin dein Mensch), regia di Maria Schrader (2021)
- Godzilla e Kong - Il nuovo impero (Godzilla x Kong: The New Empire), regia di Adam Wingard (2024)
- Abigail, regia di Matt Bettinelli-Olpin e Tyler Gillett (2024)
- Cuckoo, regia di Tilman Singer (2024)
- L'esorcismo di Emma Schmidt - The Ritual (The Ritual), regia di David Midell (2025)

#### Televisione
- Frankenstein – miniserie TV, 2 puntate (2004)
- The Line of Beauty – miniserie TV, 3 puntate (2006)
- Dracula, regia di Bill Eagles – film TV (2006)
- Miss Marple (Agatha Christie's Marple) – serie TV, episodio 3x04 (2007)
- Maxwell, regia di Colin Barr – film TV (2007)
- Ragione e sentimento (Sense and Sensibility) – miniserie TV, 3 puntate (2008)
- Masterpiece Theatre – serie TV, episodio 37x14 (2008)
- The Turn of the Screw, regia di Tim Fywell – film TV (2009)
- Downton Abbey – serie TV, 25 episodi (2010-2012)
- High Maintenance – serie TV, 3 episodi (2014-2017)
- Legion – serie TV, 27 episodi (2017-2019)
- Assolo (Solos) - miniserie TV, 1 episodio (2021)
- Cabinet of Curiosities – serie TV, episodio 1x04 (2022)
- Ecco a voi i Chippendales (Welcome to Chippendales) – miniserie TV, puntata 1 (2022)
- Zero Day – serie TV (2025)

### Doppiatore
- The Tomorrow People – serie TV, 3 episodi (2013)[22]
- SuperMansion – serie TV, 2 episodi (2015-2016)
- Il mostro dei mari, regia di Chris Williams (2022)
- Il ragazzo e l'airone (Kimi-tachi wa dō ikiru ka), regia di Hayao Miyazaki (2023)[23]
- Among Us – serie animata, (2024)

## Teatro
- Come vi piace di William Shakespeare, regia di Peter Hall. Theatre Royal di Bath (2004)
- You Can Never Tell di George Bernard Shaw, regia di Peter Hall. Theatre Royal di Bath (2005)
- Aspettando Godot di Samuel Beckett, regia di Peter Hall. Theatre Royal di Bath (2005)
- Vite in privato di Noël Coward, regia di Peter Hall. Theatre Royal di Bath (2005)
- Molto rumore per nulla di William Shakespeare, regia di Peter Hall. Theatre Royal di Bath (2005)
- The Romans in Britain di Howard Brenton, regia di Samuel West. Crucible Theatre di Sheffield (2006)[24]
- Hay Fever di Noël Coward, regia di Peter Hall. Haymarket Theatre di Londra (2006)[25]
- Il vortice di Noël Coward, regia di Peter Hall. Apollo Theatre di Londra (2008)
- Ogni bravo ragazzo merita un favore di Tom Stoppard, regia di Felix Barrett e Tom Morris. National Theatre di Londra (2009)
- Arcadia di Tom Stoppard, regia di David Leveaux. Duke of York's Theatre di Londra (2009)[26]
- Late at Night di Richard Curtis, diretto da Richard Curtis. Old Vic di Londra (2010)
- L'ereditiera di Ruth Goetz e Augustus Goetz, regia di Moisés Kaufman. Walter Kerr Theatre di Broadway (2012)[27]
- Hangmen di Martin McDonagh, regia di Matthew Dunster. John Golden Theatre di Broadway (2020)

## Riconoscimenti
- Empire Awards
  - 2015 – Candidatura per miglior debutto maschile per The Guest[28]
- Huading Awards
  - 2013 – Miglior artista in una serie drammatica per Downton Abbey
- Ian Charleson Awards
  - 2005 – Candidatura per miglior attore per As You Like It[5]
- Monte Carlo Awards
  - 2012 – Candidatura per miglior attore per Downton Abbey
- MTV Movie & TV Awards
  - 2017 – Candidatura per miglior bacio per La bella e la bestia (con Emma Watson)
- Saturn Award
  - 2015 – Candidatura per miglior attore per The Guest[29]
- Screen Actors Guild Award
  - 2013 – Miglior cast in una serie drammatica per Downton Abbey[30]
  - 2014 – Miglior cast in una serie drammatica per Downton Abbey
- Teen Choice Awards
  - 2017 – Miglior coppia cinematografica per La bella e la bestia (con Emma Watson)[31]
  - 2017 - Miglior bacio per La bella e la bestia (con Emma Watson)[31]
  - 2017 - Candidatura per miglior attore fantasy per La bella e la bestia[31]
- Washington D.C. Area Film Critics Association
  - 2017 – Candidatura per miglior performance per La bella e la bestia[32]

## Doppiatori italiani
Nelle versioni in italiano delle opere in cui ha recitato, Dan Stevens è stato doppiato da:
- Gianfranco Miranda in Il quinto potere, La preda perfetta - A Walk Among the Tombstones, Mr Cobbler e la bottega magica, Eurovision Song Contest - La storia dei Fire Saga, Mia moglie è un fantasma, Gaslit
- Francesco Pezzulli in Legion, Patto d'amore, Godzilla e Kong - Il nuovo impero, Abigail, Zero Day, L'esorcismo di Emma Schmidt - The Ritual
- Andrea Mete in La bella e la bestia[33], Colossal, Il richiamo della foresta
- David Chevalier in Apostolo, The Rental
- Alessio Cigliano in Miss Marple, Downton Abbey
- Riccardo Rossi in L'incredibile vita di Norman, Dickens - L'uomo che inventò il Natale
- Marco Vivio in Ragione e sentimento, Cabinet of Curiosities
- Emiliano Coltorti in Frankenstein, I'm Your Man
- Andrea Beltramo in The Guest
- Francesco Venditti in Notte al museo - Il segreto del faraone
- Paolo De Santis in Lucy in the Sky
- Jacopo Venturiero in Ecco a voi i Chippendales

Da doppiatore è sostituito da:
- Alessio Cigliano in The Tomorrow People
- Ivan Andreani in Kipo e l'era delle creature straordinarie
- Gianfranco Miranda in Solar Opposites